# 岩見沢バーガー

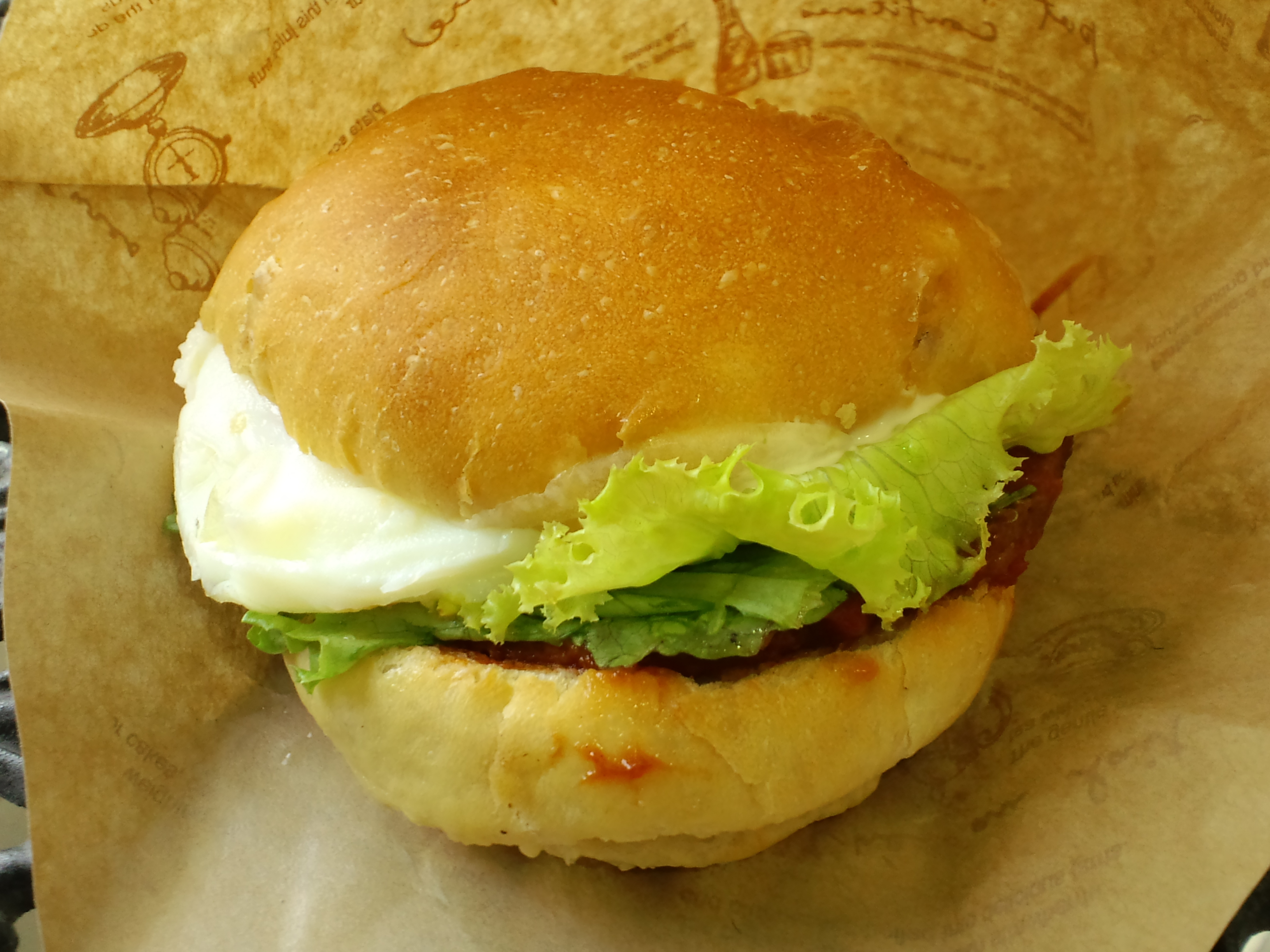
岩見沢バーガー

岩見沢バーガー（いわみざわバーガー）とは北海道岩見沢市のご当地バーガーである。

## 概要
2010年より販売を開始。岩見沢バーガー研究会によって以下の条件が指定されている。
1. バンズには米粉を50％使う。
2. キジ肉100％のパテを使う。
3. 岩見沢産コスモリーフレタスを使う。
4. 岩見沢産タマネギスライスを使う。
5. 月見風の玉子を挟む。
6. バンズにはゴマの代わりにフライドオニオンをまぶす。

これらの条件を満たした上であればアレンジも認められており、キジ肉をカツや照り焼きにした物、低温で焼き上げた白いバンズを用いた物などがこれまでに販売されている。

## 販売店
- 北海道グリーンランドオフィシャルホテル　サンプラザ
- 粉工房かんすけ
- ふらっと（岩見沢駅内）
- まちなか直売所（米粉バンズ・キジ肉パテのみの冷凍品）

## イベント出店
- IWAMIZAWAドカ雪まつり（北海道ご当地バーガーグランプリ）
- Sound Air
- JOIN ALIVE
- 情熱大陸SPECIAL LIVE SUMMER TIME BONANZA北海道公演
- ふるさと百餅祭り
- 旭川北の恵み 食べマルシェ
- さっぽろオータムフェスト

## その他
岩見沢バーガーとの対決形式で、岩見沢ドッグという姉妹品が販売された事もある。パン生地の米粉、岩見沢産タマネギなど使用食材に共通点が見られる。